# Носов, Иван Николаевич
Иван Николаевич Носов (род. 19 ноября 1924 году, в селе Малая Осиновка Саратовская область - умер 5 сентября 1999 году) — слесарь-инструментальщик Саратовского электроагрегатного производственного объединения Министерства авиационной промышленности СССР. Герой Социалистического Труда (26.04.1971).

## Биография
19 ноября 1924 году в селе Малая Осиновка в семье крестьян родился Иван Носов. Трудовой поуть начал в тяжёлые военные годы. Окончив школу фабрично-заводского обучения, он устроился работать на Саратовское электроагрегатное производственное объединение. Очень быстро приобрёл навыки слесарного дела и стал специалистом в изготовлении оснастки для машинного и кокильного литья под давлением. Продукцию выпускал с личным клеймом качества. 
Указом от 26 апреля 1971 года за выдающиеся заслуги при выполнении плана пятилетки Иван Носов был удостоен звания Герой Социалистического Труда с вручением Ордена Ленина и золотой медали "Серп и Молот".
Работал на заводе до выхода на пенсию.
Избирался депутатом Саратовского областного и городского Советов, являлся делегатом XXIII съезда КПСС.
Проживал в Саратове. Умер 5 сентября 1999 году. Похоронен на Елшанском кладбище. 

## Награды
Имеет следующие награды, за трудовые успехи:
- Герой Социалистического Труда (26.04.1971);
- Орден Ленина (26.04.1971);
- Орден «Знак Почёта» (23.06.1966).